# 포 계곡

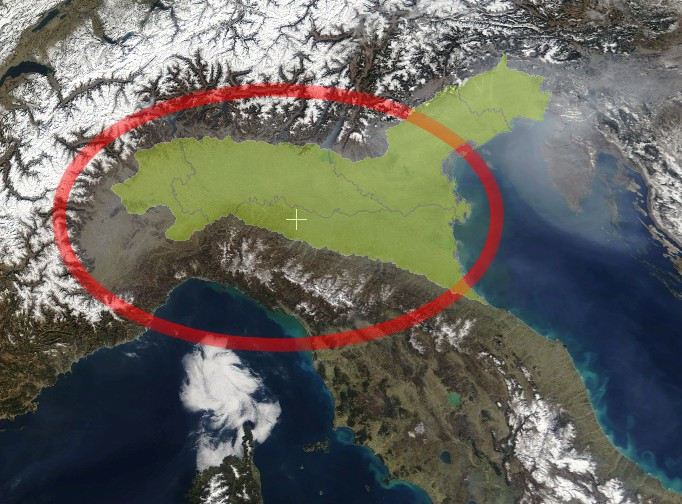
이탈리아 북부의 파단 평원(녹색)과 평원 내 포강 유역(빨간 원).

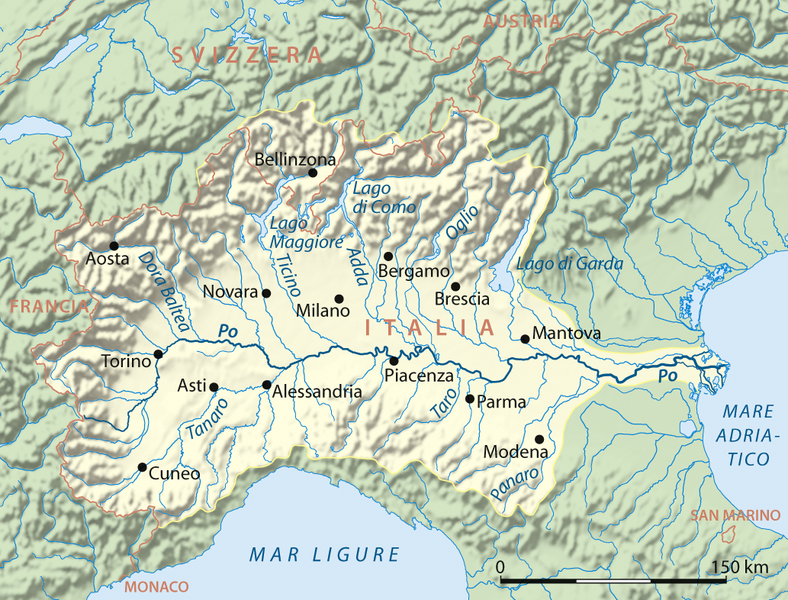
파단 평원의 포 강 및 지류를 보여주는 지도.

이탈리아 정부가 규정한 이탈리아의 지역. Po Basin Water Board에 따르면 유역은 다음을 포함한다: 14) 피에몬테주 2) 발레다오스타주 11) 롬바르디아주 20) 베네토주 10) 리구리아주 7) 에밀리아로마냐주 17) 트렌티노알토아디제주 8) 프리울리베네치아줄리아주

포 계곡, 포 평원 또는 파단 평원(이탈리아어: Pianura Padana, Val Padana)은 이탈리아반도 북부에 있는 계곡으로, 이탈리아를 이루는 주요 지형의 하나이다. 동서 방향으로 약 750km에 걸쳐 있으며, 포강 유역이 들어가 있는데 베네치아 평야까지 포함한다면 그 면적은 46,000km2에 달한다. 포 계곡의 범위는 서부 알프스에서 아드리아해까지 넘나든다. 다만 베네토와 프리울리의 평지를 흐르는 하천 유역은 포강으로 이어지지 않아 서로 별개의 것으로 간주된다.

## 경제
포 계곡은 유럽에서 가장 중요한 산업 및 농업 지역들 가운데 하나이다. 물의 흐름에 따라 수력 전기가 생산되며, 이 강은 이 지역 농업의 관개에 널리 사용된다.